# 刘向东 (1955年)
刘向东（1955年—），男，河北平山人，中华人民共和国政治人物。

## 生平
刘向东毕业于山西大学中文系。毕业后在山西电视台、山西人民广播电台当过编辑、记者。
1985—1988年，太原市第一商业局党委副书记、副局长
1988—1991年，太原市天龙大厦总经理、党委书记
1991—1994年，山西省外贸厅副厅长
1994—1997年，山西省忻州行署副专员
1997—2000年，山西省贸易厅副厅长
2000—2006年，山西省供销社理事会主任、党组书记

### 山西省环保厅
2006年9月任山西省环境保护局党组书记、局长（自山西省环保局于2009年5月升为环保厅后继续担任）。他亦为山西省第十届省委委员、省委巡视组原组长。

### 落马
2015年3月19日，山西省纪委宣布，刘向东因涉嫌严重违纪违法，被组织调查。调查前，他曾经在柴静制作的纪录片《穹顶之下》中出镜。12月3日，刘向东被双开，移送司法机关。9日，山西省人民检察院依法以涉嫌受贿罪对山西省第十届省委原委员、省委巡视组原组长刘向东（正厅级）决定逮捕。

## 家庭
刘向东的父亲刘山曾任中共山西省委委员、中共山西省委宣传部副部长、《山西日报》总编辑。